# Deszkaláb
A deszkaláb a faanyag volumenének mérésére használt mértékegység: egy láb (305 milliméter) hosszú, egy láb széles és egy hüvelyk (25,4 milliméter) vastag anyagnak felel meg. Nemzetközi rövidítései: FBM (angol: foot, board measure), BDFT vagy BF. Ezer deszkaláb rövidítése MFBM, MBFT vagy MBF (de ugyanígy rövidíthetik a millió deszkalábat is). ENSZ ME kódjai: BFT,  BP (száz deszkaláb), MBF (ezer deszkaláb).
Egy deszkaláb megfelelője:
- 1 láb x 1 láb x 1 hüvelyk

- 12 hüvelyk x 12 hüvelyk x 1 hüvelyk

- 144 köbhüvelyk

- 1/12 köbláb

- 2360 köbcentiméter

- 0,002359737 köbméter

- 2,36 liter

- 1/1980 szentpétervári deszka sztenderd